# Asesinato de Héctor Corradini
El asesinato de Héctor Corradini fue perpetrado en la ciudad de Córdoba (Argentina), más precisamente en el barrio Los Naranjos, el 17 de noviembre de 1998. De gran repercusión mediática, es considerado el ícono del crimen mafioso en esta ciudad.

## Víctima
Héctor Hugo Corradini era un panadero de un reconocido local del cual era dueño en la Avenida Fuerza Aérea Argentina de esa ciudad. Al momento de su muerte tenía 35 años, y estaba casado con quien hoy es una de las principales imputadas por el caso. Tenía tres hijos.

## Hechos
El lunes 16 de noviembre de 1998, en las últimas horas del día, dos sujetos arribaron a la casa del panadero ubicada en calle León Pinelo al 1886. Según las versiones, Corradini conocía a estas personas que entraron a su hogar. Cuando este les ofreció café, los visitantes reaccionaron violentamente diciéndole que era un asalto, apuntándole con un arma y esposándolo, mientras que sus hijos de 12, 10 y 6 años fueron maniatados en el dormitorio. 
A los pocos minutos, Mercedes Segalá, su esposa, llegó a la casa extrañada porque se había dado cuenta de que el portón del frente de casa estaba sin llave, y al ingresar fue sorprendida por los "asaltantes". Al panadero lo subieron en su auto Volkswagen Gol y lo llevaron secuestrado.
A la mañana siguiente, a once cuadras de casa, Héctor Corradini apareció sin vida dentro de su mismo auto: estaba esposado con sus manos hacia atrás. Fue ultimado de tres balazos con un arma de fuego calibre 32, de los cuales dos ingresaron por su pómulo izquierdo y otro que ingresó por la sien. La autopsia reveló que su muerte ocurrió entre la 1:00 y la 1:30 de la madrugada, es decir, unas dos horas después de su secuestro.

## Repercusión
Junto con el caso del asesinato del concejal Regino Maders en 1992, el caso Corradini es el icono del crimen mafioso en la ciudad de Córdoba y tuvo gran repercusión, aun así cuando del caso estaba a punto de cerrarse, que repentinamente cae presa su esposa, principal imputada. La primera investigación policial indicó que la causa de su asesinato fue a causa de las deudas que mantenía Corradini, las que no solo eran comerciales, sino "surgidas del juego". También se llegó a hablar que Corradini formaba parte de una mafia.
Mercedes Segalá fue duramente atacada por sus propios hijos durante el juicio. Reclamaron 1,2 millones de pesos en una demanda civil porque la viuda les había ocultado sobre el cobro del seguro de vida luego del asesinato, y que no depositó la proporción que por ley le correspondía en calidad de hijas y beneficiarias de las primas, además que no permitió que actuara un asesor de menores. Con ese dinero, la viuda abrió su propia panadería en el mismo barrio donde vivían.
La viuda de Corradini fue detenida en 2006, cuando descubrieron que Segalá había apurado a que el panadero se retirara del domicilio de una mujer que cuidaba a los hijos y fuera al su hogar, en señal de que había estado interesada para que Corradini estuviera en casa al momento que se produzca el secuestro.
Durante el juicio salieron a la luz diferentes llamados que se realizaron horas antes del crimen. Algunos de ellos se realizaron desde un telecentro a Mercedes Segalá, a diferentes horarios. El último llamado que llegó al Precinto Policial 36 ocurrió a las 21.19, cuando Corradini aún no había sido secuestrado. Mario Onaynti recibió uno de los llamados en el que le indicaban que Héctor Corradini había sido secuestrado.
Durante el proceso judicial, se determinó que Corradini no mantenía ninguna deuda más allá de las que tenía por el oficio y su local que tenía. En momentos se llegó a tildar el asesinato como un crimen pasional, ya que también se determinó que el matrimonio Corradini-Segalá estaba bastante deteriorado y que era más que todo una sociedad unida por la franquicia de la panadería de la que eran dueños.
Paralelo al caso, en diciembre de 2011, el exinvestigador privado del caso contratado tras el crimen y pareja de Mercedes Segalá, Vicente Luis Oscar Díaz, fue condenado a 7 años de prisión por abuso sexual sin acceso carnal a un familiar de los Corradini.

## Detenciones
Los principales acusados por el asesinato son:
- Victor Mandrake Quinteros, sindicado como el matador, como probable coautor penalmente responsable del delito de homicidio calificado por el vínculo, alevosía y pago o promesa remuneratoria.

- Por la línea policial, al  excomisario inspector Oscar Reynaldo Aguilar, jefe del precinto 36 del barrio, de donde salió el arma homicida, el revólver calibre 32 largo que lanzó los tres proyectiles que terminaron con la vida de Corradini (que por aquel entonces era el Presidente de la Cooperadora Policial). Imputado como supuesto coautor penalmente responsable del delito de homicidio calificado por alevosía, por el vínculo y críminis causae

- El ex cabo 'Mario Oscar Onainty, que se domiciliaba a dos cuadras de donde fue hallado el cuerpo de Corradini. Era chofer de Aguilar, el obsecuente y su hombre de confianza. Es imputado como supuesto cómplice necesario del delito de homicidio calificado por alevosía , por el vínculo y criminis causae.

- Su esposa, Mercedes Segalá, fue detenida en 2006, sindicada como la autora intelectual del asesinato de su marido en calidad de supuesta coautora penalmente responsable del delito de homicidio calificado por alevosía, por el vínculo y por codicia.[7]

El 26 de julio de 2011 se dio a conocer el fallo: Mercedes Segalá, Mario Onaynti y Oscar Aguilar fueron absueltos de todo cargo. Mientras que Víctor Mandrake Quinteros sigue imputado, fue condenado solo por el secuestro. .
El 4 de octubre del 2018 el Tribunal Superior de Justicia dejó firme el fallo de la Cámara 3.ª del Crimen, que en 2016 condenó por unanimidad a la mujer. De esta manera, quedó a un paso de volver a la cárcel.
El 27 de diciembre del 2018 la Cámara 3.ª del Crimen dictaminó la inmediata detención de Mercedes Segalá, la viuda del panadero Héctor Corradini, asesinado en 1998. 
El Tribunal Superior de Justicia ya había rechazado en octubre de este año la casación presentada por el abogado de “Pirucha” Segalá, Miguel Ortiz Pellegrini, por considerarla abstracta[10].